# Campionat AMA de motocròs amateur
El Campionat AMA de motocròs amateur (oficialment en anglès, Monster Energy AMA Amateur National Motocross Championship), antigament anomenat Loretta Lynn's Amateur Championship ("Campionat Amateur de Loretta Lynn") i abreujat LLMX, és una competició de motocròs que se celebra anualment al ranxo familiar de Loretta Lynn, a Hurricane Mills (Tennessee). Considerada la cursa de motocròs amateur més gran del món, és el darrer esglaó en la carrera dels aficionats abans d'esdevenir pilots professionals.

## Història
Suggerida a començaments de la dècada del 1980 pel promotor Dave Coombs com a una mena de cursa nacional d'aficionats, a disputar lluny de casa dels participants, la primera edició es va celebrar el 1982. Loretta Lynn i el seu marit van fer seva la idea i actualment és la principal cursa de motocròs amateur del món. El circuit es construeix anualment al seu ranxo de cavalls de 6.000 acres (més de 2.400 ha), on hi ha espai per a 300 places de càmping. És un lloc ideal per a celebrar-hi un esdeveniment familiar d'aquestes característiques.
Els competidors s'han de classificar mitjançant una sèrie de proves prèvies organitzades arreu del país que donen dret a competir en una de les 37 classes (categories) del campionat AMA amateur. Només els 42 millors pilots de cada classe a les eliminatòries aconsegueixen una invitació per a competir-hi. Atès que l'esdeveniment dura sis dies, se celebra la primera setmana d'agost per tal que els guanyadors puguin participar després en alguna de les tres o quatre proves restants de la temporada del campionat AMA de motocròs professional.
Les nombroses classes que ofereix l'LLMX han anat variant al llarg dels anys. Actualment, abasten des de les cilindrades més petites (51 cc) fins a les grans (450), subdividides per l'edat i la categoria dels participants, des dels Micro de 4 a 7 anys, passant pels Supermini, Schoolboy i altres fins a arribar als Senior, majors de 45 anys. Pel que fa al motocròs femení, l'esdeveniment en va programar curses des de la primera edició, el 1982. A partir del 2019, després que l'AMA deixés d'incloure la categoria "WMX" per a dones dins el seu campionat principal, el Loretta Lynn's va esdevenir la màxima competició femenina dels Estats Units i és considerat l'actual campionat nacional de la categoria. Des del 2022, la classe femenina superior de l'esdeveniment ha recuperat la denominació WMX de l'antic campionat AMA.
El 2020, a causa del brot de la COVID-19, l'esdeveniment va consistir en una ronda de suport a celebrar les setmanes posteriors a la primera i la segona ronda del campionat AMA de motocròs; per tant, destinat als pilots professionals en comptes dels amateurs. Zach Osborne va guanyar ambdues proves en la classe de 450cc (Osborne va acabar guanyant el campionat AMA aquell any i el 2021 es va retirar de les curses per lesions), mentre que Dylan Ferrandis i Jeremy Martin es van repartir les dues victòries a la classe de 250cc.

## Guanyadors
La llista de guanyadors del Loretta Lynn's Amateur Championship reflecteix fidelment l'evolució dels pilots de motocròs més destacats dels Estats Units des de mitjan dècada del 1990. Ricky Carmichael va esdevenir professional l'any 1996 setmanes després de guanyar el seu darrer títol amateur "Loretta Lynn". James Stewart Jr. va guanyar set títols amateurs de 1998 a 2001. Mike Alessi va ser l'estrella del 2004. Ryan Villopoto va guanyar el campionat amateur de Loretta Lynn i va esdevenir professional el 2005. Ryan Dungey (2006), Eli Tomac, Jason Anderson, Cooper Webb i Adam Cianciarulo van ser també campions amateurs. Entre els antics guanyadors del campionat amateur de Loretta Lynn hi ha també Jeremy McGrath, Travis Pastrana i Kevin Windham.
Pel que fa a les dones, per l'LLMX han passat campiones de la talla de Mercedes González, Lisa Akin, Shelly Kann, Tarah Gieger, Stefy Bau, Jessica Patterson i Kiara Fontanesi entre d'altres.
Cada any, a més, s'atorga el premi "Nicky Hayden Award" en la modalitat del motocròs al pilot amb més potencial, designat per votació.